# Professionshøjskolen Metropol

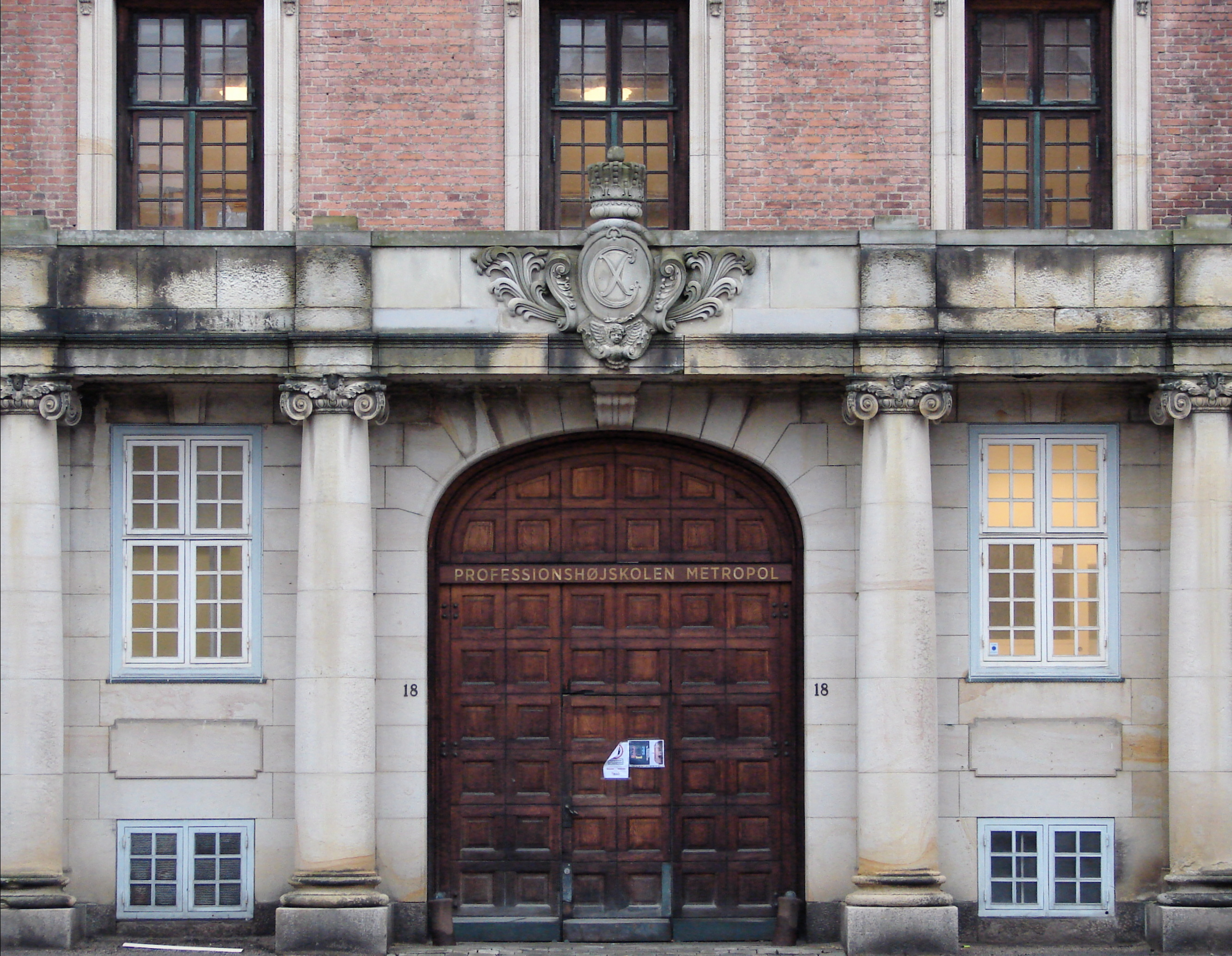
Huvudingången på Tagensvej, med Christian X:s monogram i sandsten

Professionshøjskolen Metropol – Metropolitan University College var en dansk yrkeshögskola i Köpenhamn, som bildades 2008. Den slogs samman med Professionshøjskolen UCC – University College Capital till Københavns Professionshøjskole 2018.

## Historik
Professionshøjskolen Metropol var en av de sju yrkeshögskolor som bildades 2008 efter en reform av yrkeshögskoleväsendet. Skolan bedrev utbildning inom hälsovård, rehabilitering, nutrition, välfärdsteknologi, pedagogik och socialt arbete. Professionshøjskolen Metropol bildades genom en sammanslagning av sex utbildningsinstitutioner i Köpenhamn och omnejd: 
- CVU Øresund
- Nationalt Center for Erhvervspædagogik
- Danmarks Forvaltningshøjskole
- Den Sociale Højskole i København
- Frederiksberg Seminarium
- Suhrs Seminarium

Verksamheten bedrevs huvudsakligen på campus i Nørrebro, Frederiksberg och Indre By i Köpenhamnsområdet. Därutöver hade Metropol utbildning av socialrådgivare i Hillerød och på Bornholm.
Professionshøjskolen Metropol hade 2015 ungefär 10.000 studenter och omkring 1.100 anställda.

## Bildgalleri

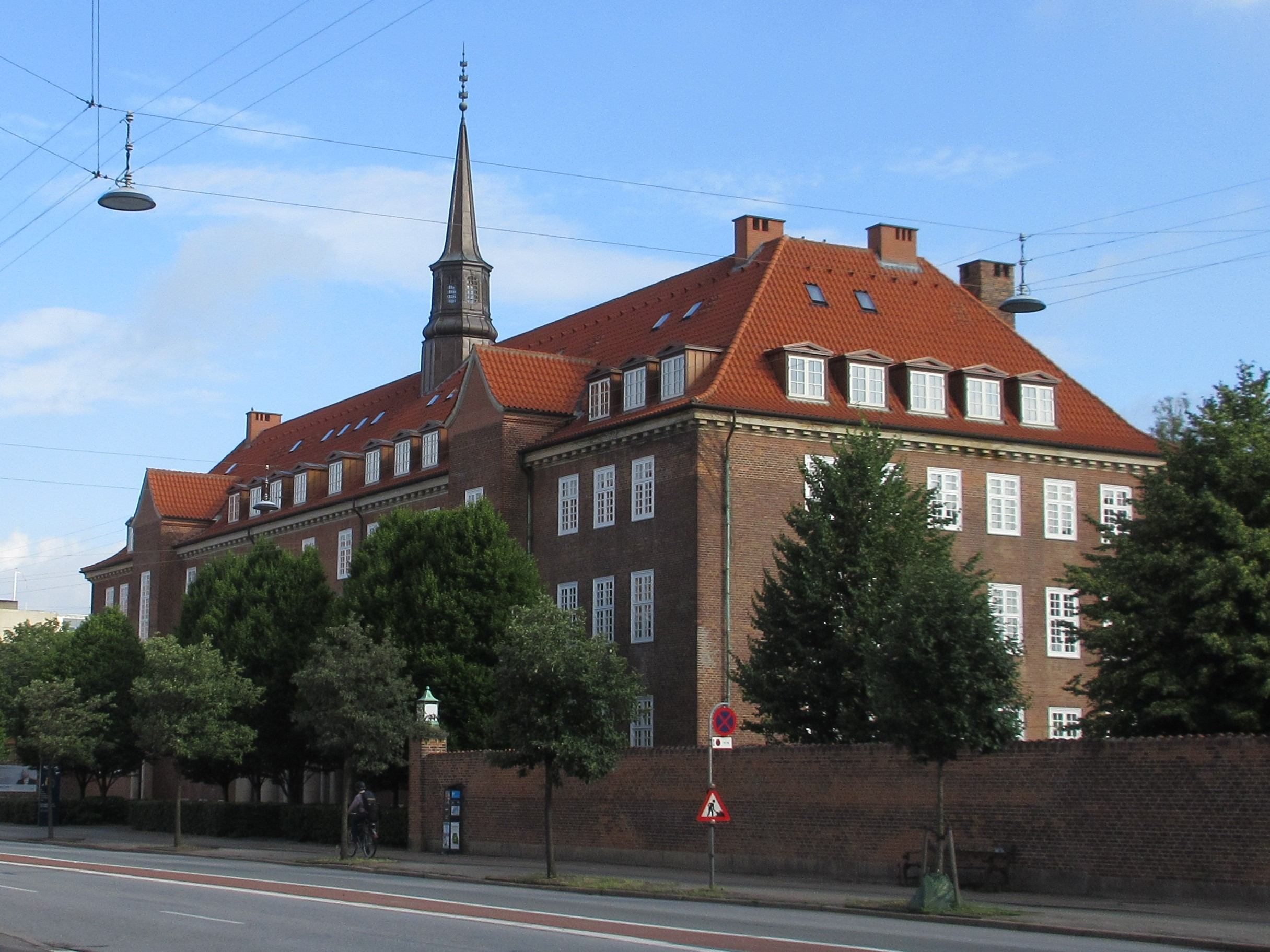
Administrationsbyggnaden, Tagensvej 18–20, Nørrebro, Köpenhamn
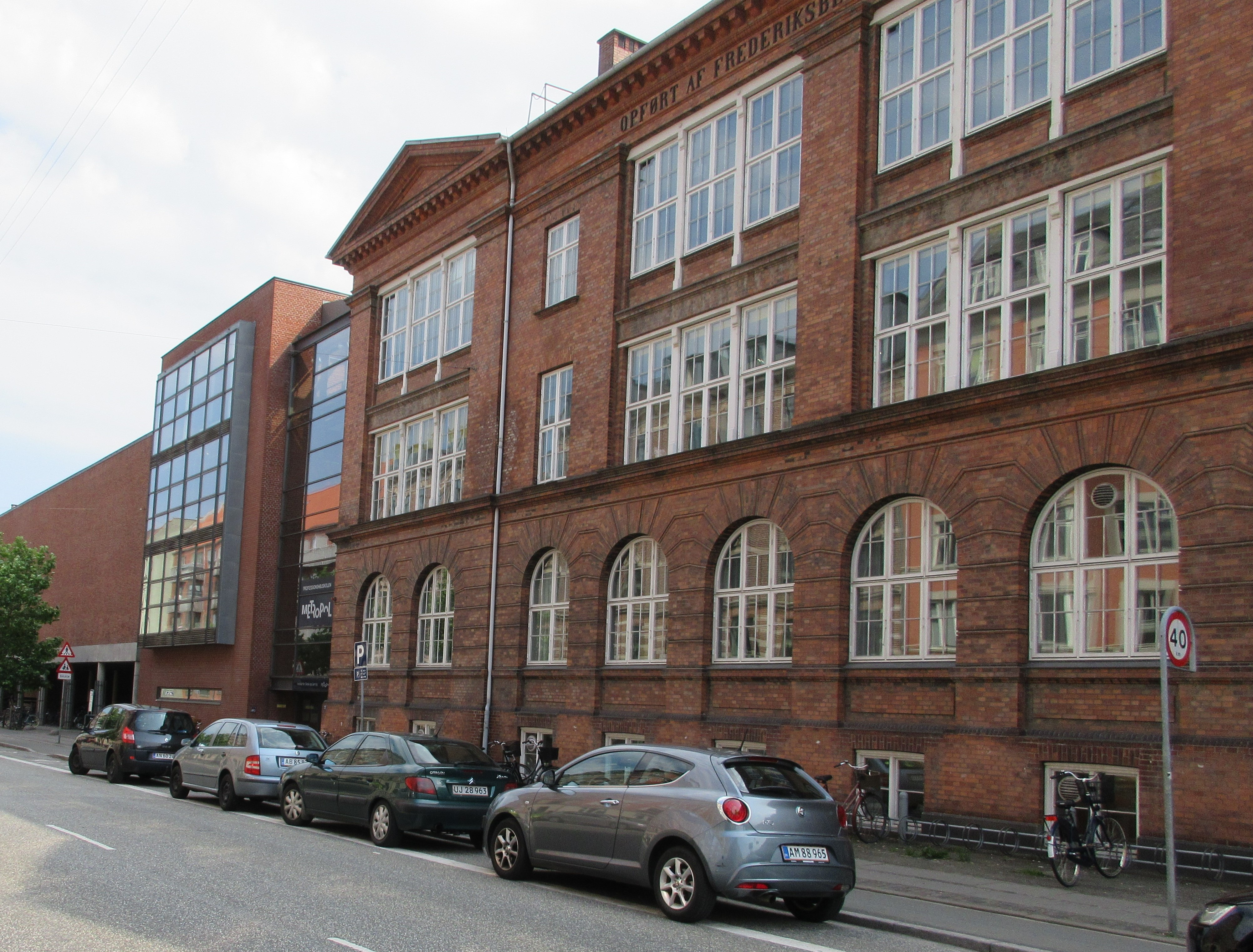
Tidigare Frederiksbergs Seminarium, Nyelandsvej 27, Frederiksberg
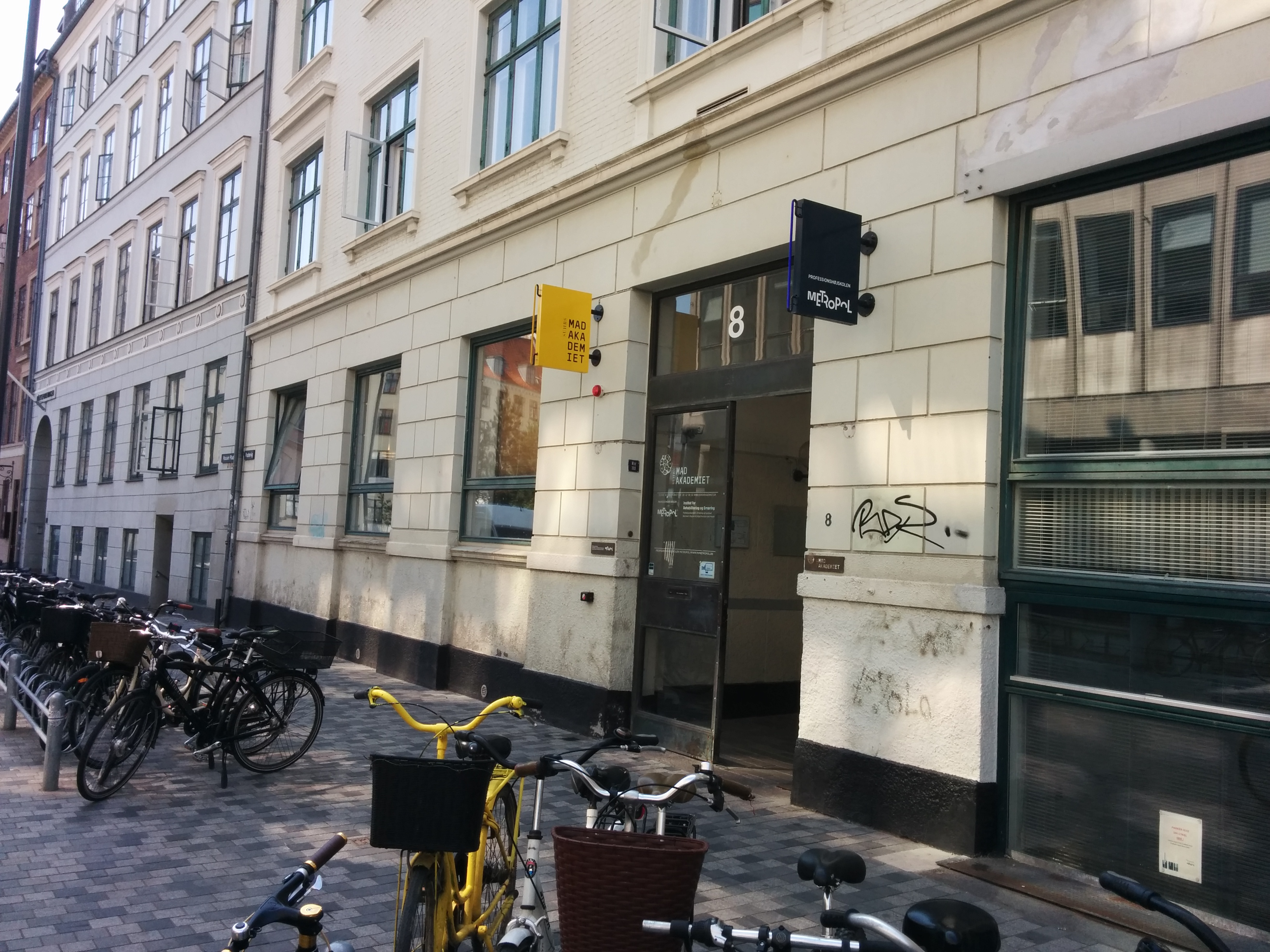
Tidigare Suhrs Seminarium vid Pustervig 8, Nørrebro, 2014